# ISO/IEC 27000
De ISO/IEC 27000-serie (ook bekend als de 'ISMS Family of Standards' of kortweg 'ISO27k') omvat informatiebeveiligingsnormen die gezamenlijk door de International Organization for Standardization (ISO) en de International Electrotechnical Commission (IEC) worden gepubliceerd.
De serie geeft de beste praktijkaanbevelingen over het beheer van informatiebeveiliging, en het beheer van informatierisico's door middel van informatiebeveiligingscontroles in het kader van een algemeen systeem voor informatiebeveiligingsbeheer (ISMS, Information Security Management System). Dit is vergelijkbaar met ontwerpen voor managementsystemen voor kwaliteitsborging (de ISO 9000-serie). Ten slotte adviseert de serie over milieubescherming (de ISO 14000-serie), en andere beheersystemen.
De serie is opzettelijk breed en bevat meer dan alleen aanbevelingen over privacy, vertrouwelijkheid, en IT-gerelateerde (cybersecurity) problemen. Het is van toepassing op organisaties van alle vormen en maten. Alle organisaties worden aangemoedigd hun informatierisico's te beoordelen, dan handelen ze volgens hun behoeften door gebruik te maken van informatiebeveiligingscontroles, met behulp van de richtlijnen en suggesties waar relevant. Gezien de dynamische aard van informatierisico's en veiligheid bevat het ISMS-concept voortdurende feedback- en verbeteringsactiviteiten om te reageren op veranderingen in de bedreigingen, kwetsbaarheden, en gevolgen van incidenten.
De normen zijn het product van ISO / IEC JTC1 (Joint Technical Committee 1) SC27 (Subcommissie 27), een internationaal orgaan dat twee keer per jaar persoonlijk ontmoet.
De ISO / IEC-normen worden direct verkocht door ISO, meestal in het Engels en het Frans. Verkooppunten geassocieerd met verschillende nationale normen organen verkopen ook direct vertaalde versies in andere talen.